# Vardensersamfundet
Vardensersamfundet var en hjemstavnsforening for Varde og omegn. Foreningen blev startet af vardensere i København under 2. verdenskrig med hensigt på at tilbyde fælles billige rejser til hjembyen. Det var under krigen, hvor samfærdslen mellem landsdelene var noget besværligere – og pengene noget færre end i dag. Specielt for unge mennesker, som drog til hovedstaden havde foreningen en stor betydning.
Foreningen havde i 2007 147 medlemmer.
1 juli 2017 blev foreningen "Vardensersamfundet" lukket.

## Ekstern henvisning
- Vardensersamfundets hjemmeside, via web.archive.org
- Gamle vardensere siger farvel til skolen. Sct. Jacobi Skole
- Vardensersamfundets fane får nyt liv (Webside ikke længere tilgængelig)